# Pestchanlag
 Pestchanlag (en russe : Песчанлаг) est le Camp spécial no 8, appelé par la suite « Camp de travail pénitentiaire (acronyme en russe : ITL) de Pestchanlag », dont le centre était situé dans la ville de Karaganda, dans la république socialiste soviétique du Kazakhstan, à l'époque en URSS.
"Pestchani" signifie sablonneux en russe et "lager" signifie le camp, "lag" étant l'abréviation usuelle pour désigner les camps.

## Histoire
Le camp de Pestchanlag comme camp spécial pour les détenus politiques a été créé le 5 septembre 1949 sur base des infrastructures du camp de prisonniers de guerre no 99. Il a été fermé le 24 août 1955.
Le nombre maximum de prisonniers s'est élevé à 39 612 personnes en date du premier janvier 1952. La répartition entre le « contingent des spéciaux » (condamnés pour raisons politiques sur base de l'Article 58 du code pénal de la RSFSR et ce qui est appelé le « contingent général » (condamnés pour d'autres raisons suivant le Code pénal de la RSFSR de 1926) peut être chiffrée suivant les données de 1954 comme suit : 23 160 « politiques » pour 442 « droits communs ».

## Structure
5e division du camp appelée Maïkoudouk (actuel raïon de Karaganda)
6e division du camp : Ekibastouz qui exista du 17 novembre 1950 au 24 avril 1952.
8e division du camp : Karaganda: № ? division du camp à Abaï dite Cherubaï-Noura (en kazakh : Шерубай-Нұра, en russe : Чурубай-Нура),.

## Travaux accomplis
Les travaux des prisonniers étaient réalisés dans les mines du bassin houiller de Karaganda et d'Ekibastouz et dans d'autres entreprises de constructions 
dépendants du Ministère de l'industrie de la houille d'URSS dans la région de Karaganda et appelées « combinats »:

## Prisonniers connus
- Lev Goumilev — orientaliste, fils d'Anna Akhmatova et de Nikolaï Goumilev, se trouvait dans la division d'Abaï du printemps à l'automne 1951[5]
- Alexandre Soljenitsyne dans la division d'Ekibastouz.